# Pandanus glaucocephalus
Pandanus glaucocephalus är en enhjärtbladig växtart som beskrevs av R.E.Vaughan och Wiehe. Pandanus glaucocephalus ingår i släktet Pandanus och familjen Pandanaceae.
Artens utbredningsområde är Mauritius. Inga underarter finns listade.